# APIAライカート・タイガースFC
APIAライカート・タイガースFC（APIA Leichhardt Tigers Football Club）は、オーストラリアのシドニーCBD西郊のライカートをホームタウンとするサッカークラブである。APIA（アピア）はAssociazione Poli-sportiva Italo Australianaの略。オーストラリア2部相当のナショナル・プレミアリーグNSW（ニューサウスウェールズ州）に所属。
以前にシドニー・タイガースとして知られていた時期があった。

## 歴史
イギリスとスコットランドからの移民から大きな影響を受け、1954年にシドニー西郊のイタリア人コミュニティによって創設された。当初は地元のカンタベリー地区の大会に参加し、1957年1月にNSWサッカークラブ連盟が設立されると、連盟主催大会のファーストディビジョンに参加した。1954年のクラブ創設以来、ランバート・パークをホームスタジアムとして使用する。
1957年から1978年までNSWファーストディビジョン、1979年から1991-92シーズンまでナショナル・サッカーリーグ、1993年から2000年までNSWスーパーリーグ、2000-01シーズンからナショナル・プレミアリーグNSWに所属。1964年と1965年、1969年、1976年、1987年、2002-03シーズンに優勝した。
2017年、30年ぶりにレギュラーシーズン（プレミア）で優勝したが、ファイナルシリーズ最終戦でマンリー・ユナイテッドFCにPK戦で敗れた。
2018年、ワラタ・カップで優勝した。同年8月21日、FFAカップのラウンド16で2017-18シーズンのAリーグ王者のメルボルン・ビクトリーFCに3-2で勝利した。州リーグのチームが勝ち抜きトーナメントで最上位リーグのチームを破るのは7回目の出来事であり、APIAが準々決勝に進出するのは初となった。ラウンド32のポート・メルボルンSC戦 (1-0) で決勝点を決めていた関谷祐が2得点の活躍を見せた。準々決勝ではアデレード・ユナイテッドFCに0-2で敗れた。リーグ戦は2年連続でファイナルシリーズ最終戦に進出したが、シドニー・オリンピックFCに1-3で敗れた。

## 獲得タイトル
- NSWファーストディビジョン ファイナル：4回
  - 1964, 1965, 1969, 1976
- NSWファーストディビジョン プレミア：4回
  - 1964, 1966, 1967, 1975

- ナショナル・サッカーリーグ：1回
  - 1987

- ナショナル・プレミアリーグNSW ファイナル：1回
  - 2002-03
- ナショナル・プレミアリーグNSW プレミア：1回
  - 2017

## 歴代監督
- ポール・オコン 2008-2009

## 歴代所属選手
- フランチェスコ・グラツィアーニ 1988
- スコット・オルレンショー 1991-1992, 1993
- アンテ・コヴィッチ 1996-1997
- アンドリュー・クラーク 2002-2003, 2003-2004, 2004-2005
- クリント・ボルトン 2004-2005
- 森安洋文 2010, 2012
- クリス・ジェームス 2011-2012
- 脇野隼人 2012
- アダム・グリフィス 2015
- 関谷祐 2016-[11][14]
- イヴァン・ネチェフスキ 2017, 2018-